# Massat (tổng)
Tổng Massat là một tổng của Pháp nằm ở tỉnh Ariège trong vùng Occitanie.
Tổng này được tổ chức xung quanh Massat ở quận Saint-Girons. Độ cao biến thiên từ 466 m (Soulan) đến 2 196 m (Le Port) với độ cao trung bình là 677 m.

## Hành chính
| Giai đoạn | Ủy viên                    | Đảng             | Tư cách                                                                                               |
| --------- | -------------------------- | ---------------- | --- |
| 2008-2014 | Pierre Auriac-Meilleur     | Div. droite]]    | |
| 2001-2008 | Pierre Auriac-Meilleur     | Div. droite]]    | |
| 2000-2001 | Pierre Auriac-Meilleur     | Div. droite]]    | |
| 1982-2000 | Alain Massé                | Đảng xã hội Pháp | Thị trưởng Massat                                                                                     |
| 1976-1982 | Léon-Pierre Galy-Gasparrou | DVG]]            | |
| 1945-1976 | Georges Galy-Gasparrou     | Cấp tiến         | tổng trưởng thông tin; tổng trưởng chủ tọa hội đồng; đại biểu Ariège; ủy viên vùng; thị trưởng Massat |

## Các đơn vị hành chính
Tổng Massat bao gồm 6 xã với dân số 1 693 người (điều tra năm 1999, dân số không tính trùng).
| Xã        | Dân số | Mã bưu chính | Mã insee |
| --------- | ------ | ------------ | -------- |
| Aleu      | 122    | 09320        | 09005    |
| Biert     | 284    | 09320        | 09057    |
| Boussenac | 184    | 09320        | 09065    |
| Massat    | 589    | 09320        | 09182    |
| Le Port   | 190    | 09320        | 09231    |
| Soulan    | 324    | 09320        | 09301    |

## Thông tin nhân khẩu
| 1962                                                     | 1968  | 1975  | 1982  | 1990  | 1999  |
| -------------------------------------------------------- | ----- | ----- | ----- | ----- | ----- |
| 1 871                                                    | 2 219 | 1 915 | 1 714 | 1 706 | 1 693 |
| Nombre retenu à partir de 1962 : dân số không tính trùng |       |       |       |       |       |